# مارك جنسن
مارك جنسن (بالإنجليزية: Mark Jensen)‏ هو لاعب كرة قدم أمريكية أمريكي، ولد في 11 يوليو 1976 في أوريغون سيتي في الولايات المتحدة.